# Brunette (Sängerin)

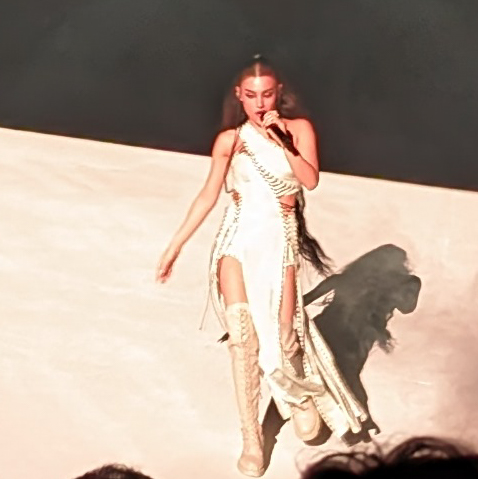
Brunette beim Eurovision Song Contest 2023

Brunette (bürgerlich: Elen Jeremjan, armenisch Էլեն Երեմյան) (* 27. Mai 2001 in Jerewan) ist eine armenische Sängerin, die Armenien beim Eurovision Song Contest 2023 in Liverpool vertrat.

## Leben und Karriere
Brunette trat bereits mit vier Jahren öffentlich auf, als Jugendliche begann sie, eigene Lieder zu schreiben. 2019 veröffentlichte sie ihre Debütsingle Love the Way You Feel. Es folgten weitere Titel wie Gisher, Smoke Break und Bac kapuyt achqerd, mit denen sie auf YouTube bereits einige Erfolge feierte. In ihrer Musik vereint sie mehrere Stile, unter anderem auch Rap und Hip-Hop. Brunette singt sowohl auf Englisch als auch auf Armenisch.
Neben ihrer Solokarriere ist Brunette auch Mitglied von Project 12, einem Musikkollektiv, das in den Nachtclubs Jerewans auftritt, und der Girlgroup En aghjiknery, mit der sie die Single Menq veröffentlichte.
Am 1. Februar 2023 wurde bekanntgegeben, dass Brunette Armenien beim Eurovision Song Contest 2023 in Liverpool vertreten soll. Dort trat sie im zweiten Halbfinale am 11. Mai an. Ihr Lied Future Lover wurde am 15. März veröffentlicht. Im ESC-Finale kam es in der Gesamtwertung auf Platz 14.

## Diskografie

### Singles
- 2019: Love the Way You Feel
- 2020: Uzum em urishin
- 2022: Gisher
- 2022: Smoke Break
- 2022: Bac kapuyt achqerd
- 2023: Future Lover
- 2023: Dimak
- 2023: Holiday Nostalgia
- 2023: Aynpes uzum em
- 2023: Hima tsurt a
- 2024: Arev es (mit Parg)
- 2024: Superstar Illness
- 2025: Love Reserved[5]
- 2025: Try[6]